# Královská kolegiátní kapitula sv. Petra a Pavla na Vyšehradě
Královská kolegiátní kapitula sv. Petra a Pavla na Vyšehradě (někdy též zkráceně Vyšehradská kapitula) je sbor kněží sloužících u baziliky svatého Petra a Pavla na Vyšehradě.

## Dějiny

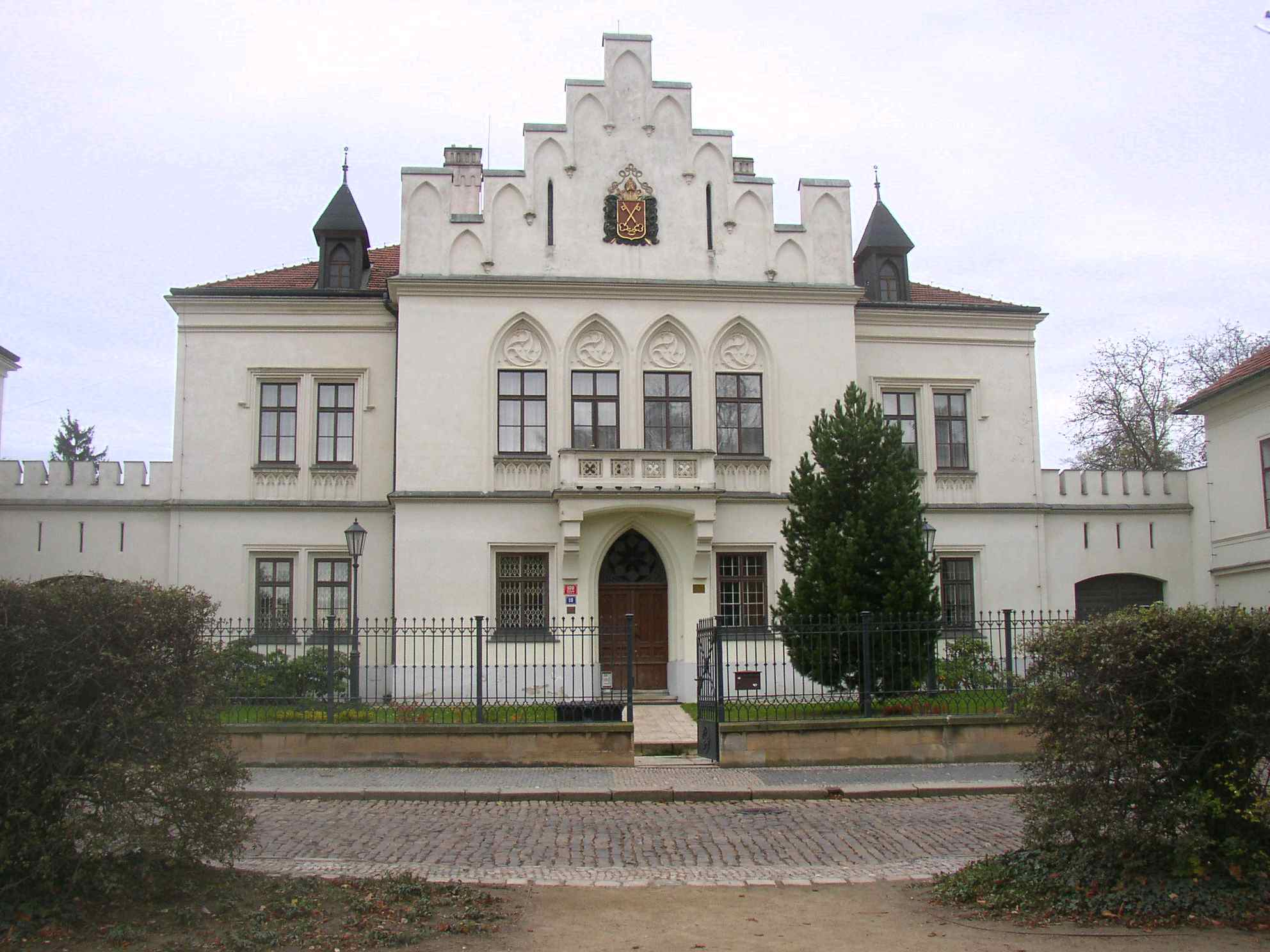
Nové děkanství – sídlo kapituly

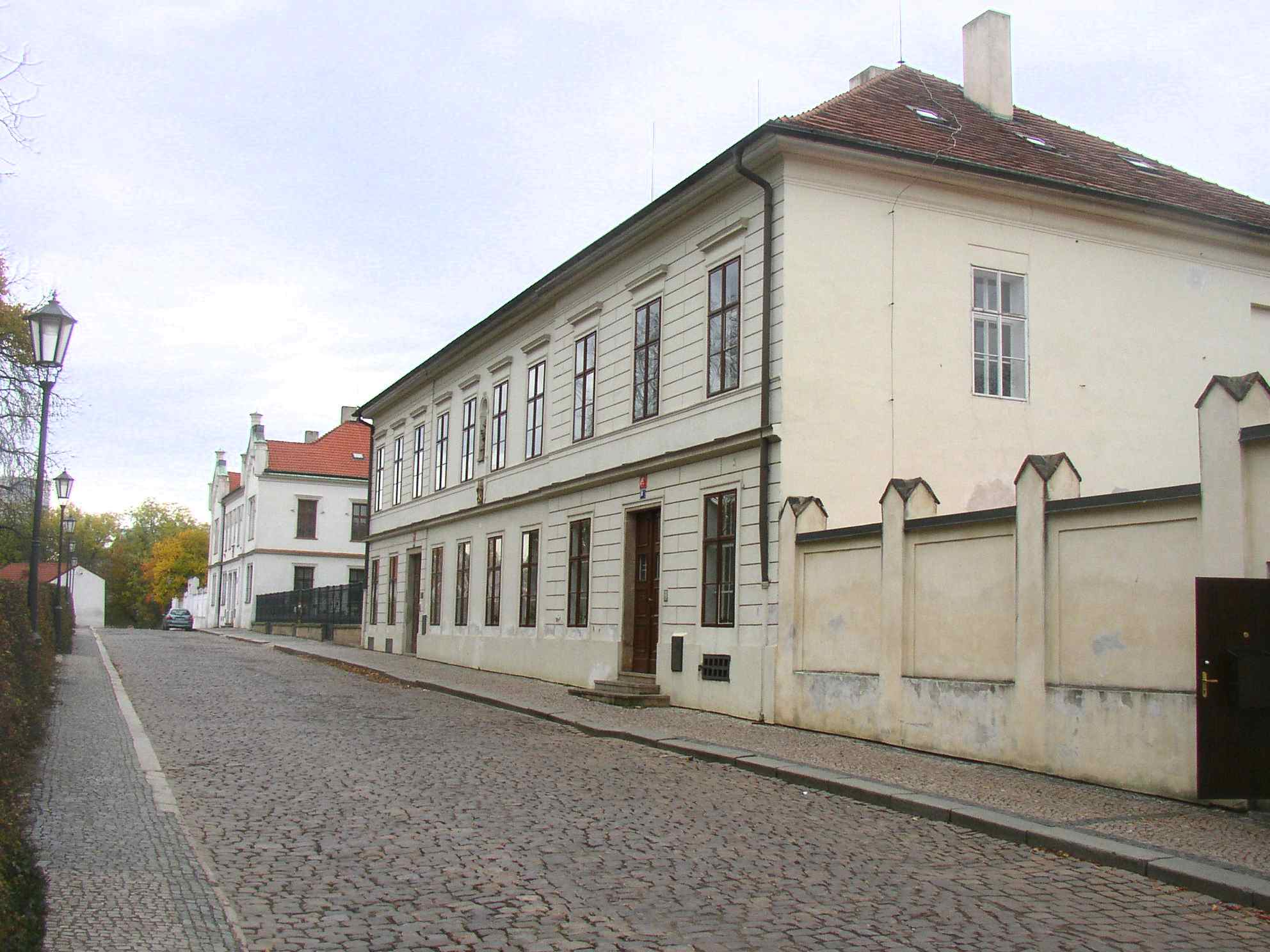
Rezidence kanovníků Vyšehradské kapituly, K rotundě čp. 91-92/V

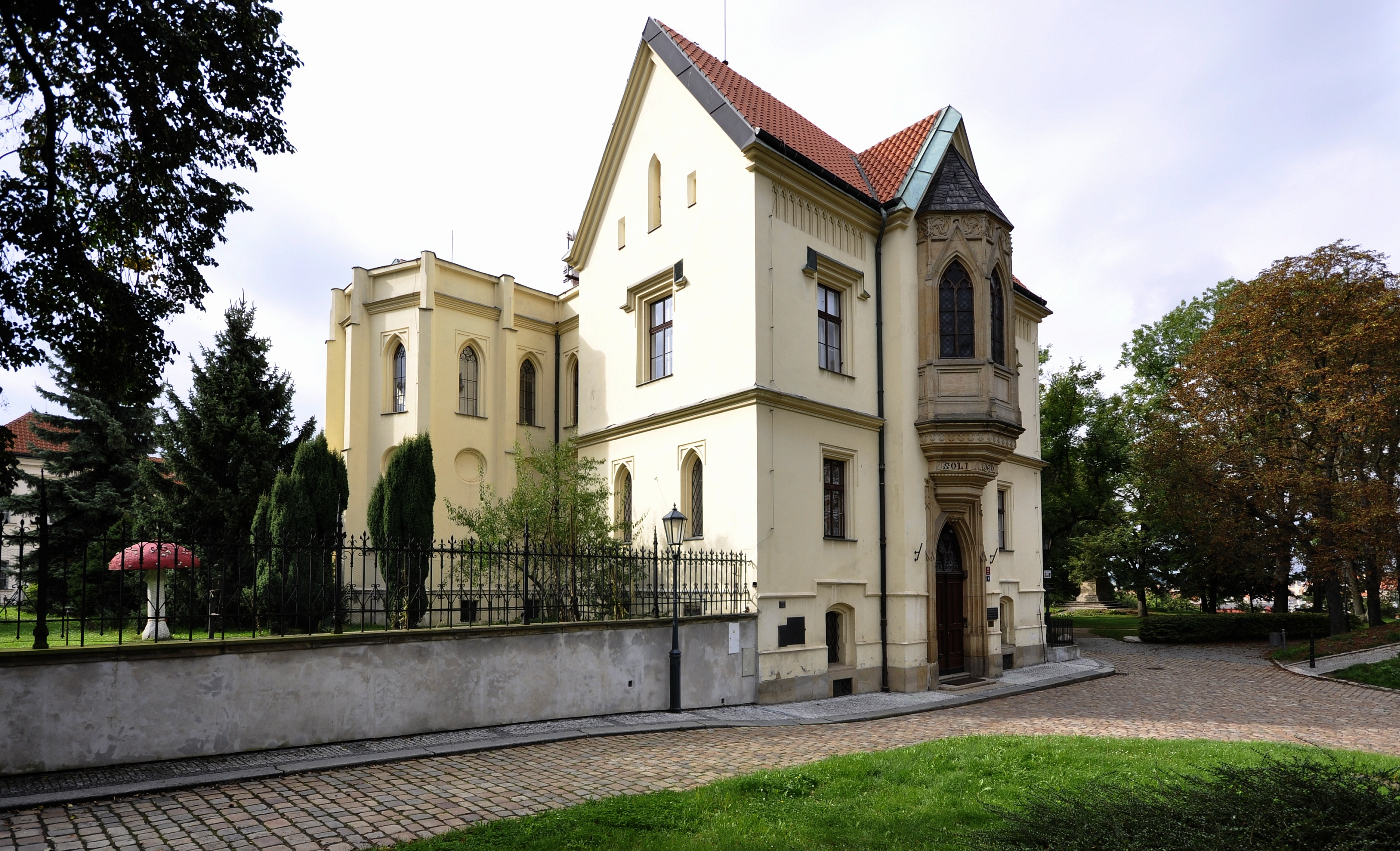
Nové proboštství

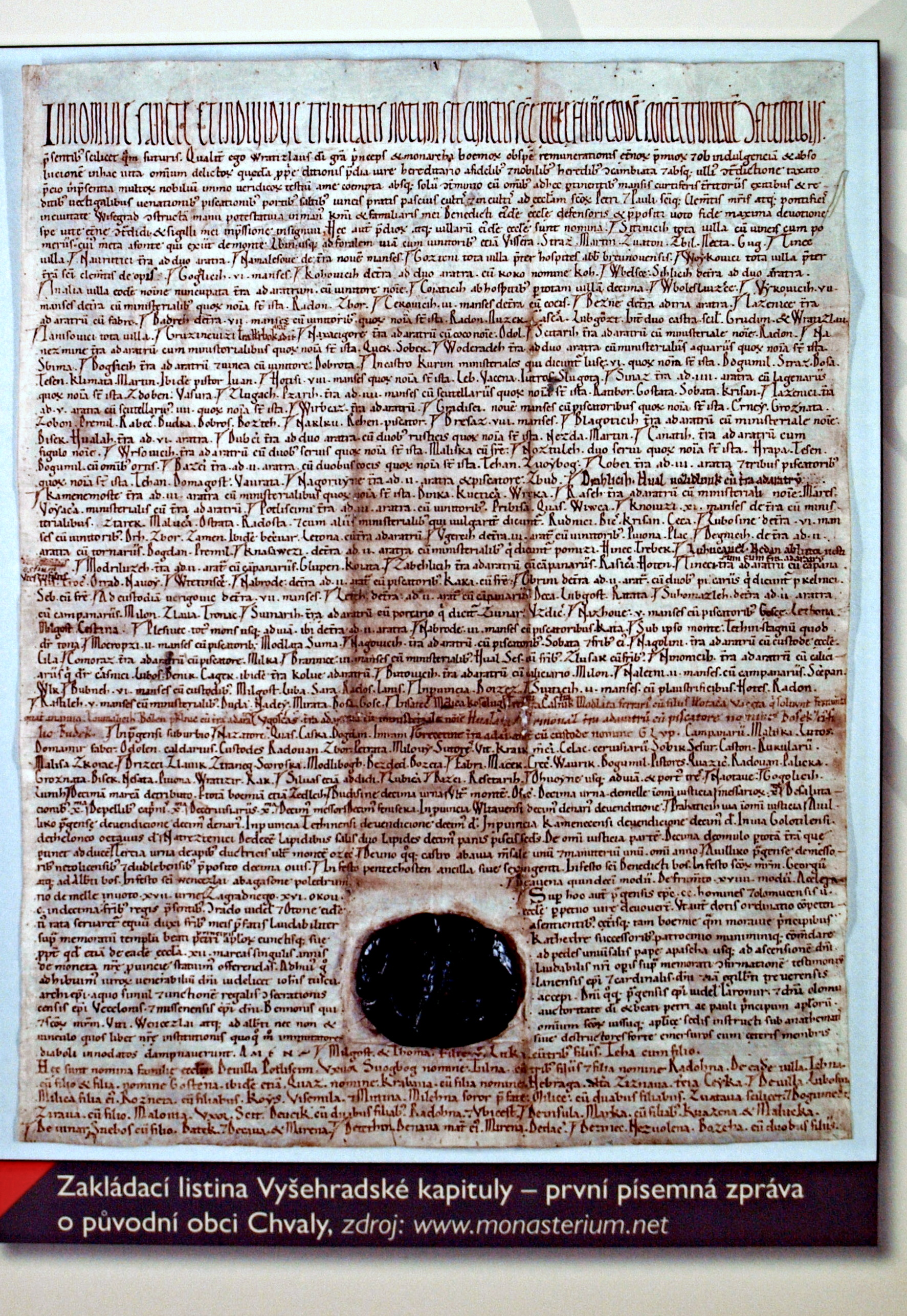
Zakládací listina Vyšehradské kapituly

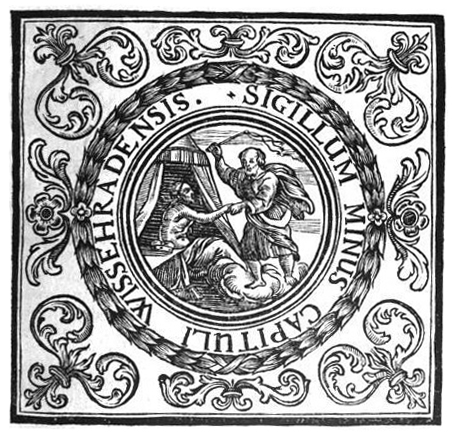
Menší pečeť vyšehradské kapituly z publikace Jan Florian Hammerschmid, 1700

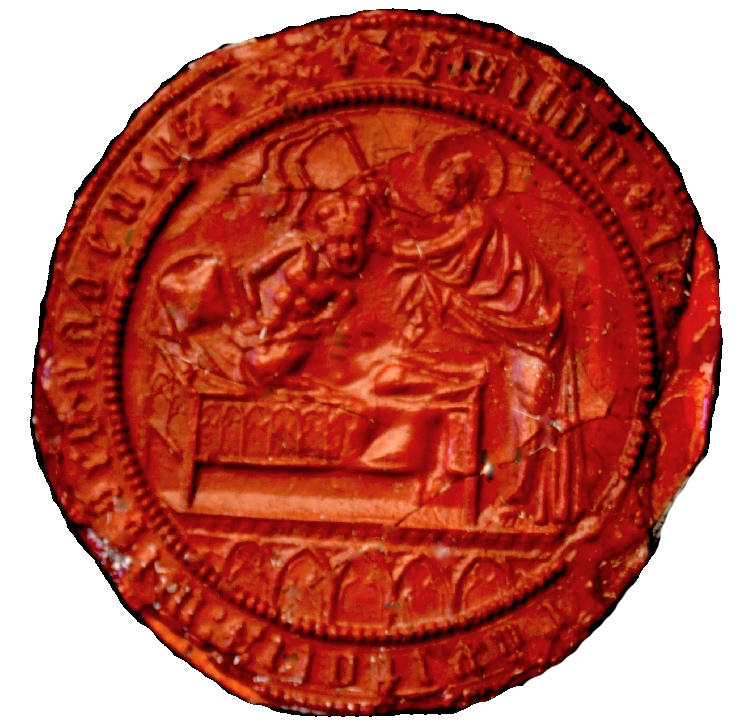
Otisk druhé (menší) pečeti Vyšehradské kapituly; typář z poslední čtvrtiny 14. století

Kapitula byla založena v roce 1070 českým knížetem Vratislavem II. (pozdějším prvním českým králem Vratislavem I.) v souvislosti s přenesením královského sídla z Pražského hradu na Vyšehrad, k němuž se kníže rozhodl v důsledku neshod se svým bratrem, pražským biskupem Jaromírem. Zřízení této kapituly, vyňaté z pravomoci pražského biskupa a podřízené přímo papeži (jednalo se tedy o tzv. exemptní kapitulu, tehdy byl papežem Alexandr II.), bylo jedním z kroků, kterým chtěl Vratislav II. omezit moc svého bratra. Kapitula za svou ochranu a uznání bezprostřední vrchnosti odváděla papežskému stolci dvanáct hřiven stříbra ročně. Probošta, hlavu kapituly, jmenoval panovník, děkana si volili ze svých členů sami kanovníci. Za Vratislava bylo kanovníků dvanáct, za Soběslava I. (knížetem 1125–1140) vzrostl jejich počet na sedmnáct, za Jana Lucemburského (králem 1310–1346) jich bylo už devatenáct. Nadání kapituly bylo z ekonomického hlediska porovnatelné s pražským biskupstvím a Svatovítskou kapitulou. Kromě chrámu dostala kapitula 66 vesnic (mezi nimi Braník, Butovice, Holyně, Jinonice, Nusle, Vinoř) a někde i právo výběru celních a mýtních poplatků. Vyšehradská kapitula měla od svého založení až do roku 1420 mezi českými církevními institucemi mimořádné postavení – vedle své povinnosti konat slavnostní bohoslužby udržovala přímé styky s papežskou kurií a dalšími zahraničními institucemi. Význam kapituly od 12. století stoupal, probošt kapituly stál od roku 1226 v čele královské kanceláře a zastával vysokou úřednickou funkci královského kancléře. Její rozkvět však byl na počátku 15. století přerušen nastupujícím husitským hnutím.
Období od druhé poloviny 15. století až do počátku 17. století bylo poznamenáno sporem s poddanským městem hory Vyšehrad, založeným kapitulou v roce 1476 v podhradí Vyšehradu. Když byla ve druhé polovině 17. století na Vyšehradě budována pevnost, musela se kapitula přesunout do podhradí, kde setrvala až do 18. století. Přímá podřízenost kapituly papeži byla zrušena v roce 1763.
K obnově působení kapituly na Vyšehradě došlo ve druhé polovině 19. století, a to zejména za proboštů Václava Štulce a Mikuláše Karlacha. V této době byly v novogotickém slohu postaveny nové proboštství, kanovnické domy a kapitulní rezidence, došlo k rozšíření a přeměně farního hřbitova na Vyšehradě v národní pohřebiště s hrobkou Slavínem. Především však byl v novogotickém stylu přestavěn kapitulní chrám, nynější bazilika sv. Petra a Pavla, který byl nově vysvěcen 29. června 1903. Dále bylo péčí Eduarda Šittlera zřízeno kapitulní muzeum (zrušené roku 1950) a řada kanovníků se podílela na rozšiřování Kapitulní knihovny. Po roce 1989 došlo v souvislosti s restitucí kapitulního majetku k rekonstrukci objektů, restaurování uměleckých děl a otevření kapitulní klenotnice v podvěží baziliky.
V čele kapituly stojí probošt, který je společně s děkanem kapituly prelátem české země. Kapitulu vedle těchto dvou dignit tvoří až šest sídelních a šest nesídelních kanovníků.

## Současní kanovníci

### Sídelní kanovníci
- probošt: Jan Kotas (od 1. července 2011, proboštem od 8. dubna 2024[5])
- děkan: Michal Němeček (od 1. června 2016, děkanem od 24. června 2016)
- David Vopřada (od 1. června 2015, kanovníkem penitenciářem od 10. června 2016)
- Jaroslav Brož (od 1. října 2018)

### Nesídelní kanovníci
Nesídelními, neboli čestnými kanovníky jsou:
- Jerzy Gapski (od 1. července 2011)
- Karel Havelka (od 1991)
- Artur Matuszek (od 1. července 2011)
- Prokop Brož (sídelním kanovníkem od 14. května 2007 do 30. září 2018, nesídelním kanovníkem od 1. října 2018)

### Emeritní kanovníci
- Jiří Huber, emeritní děkan (sídelním kanovníkem od 1. května 1987 do 12. března 2010, děkanem od 30. června 1997 do 12. března 2010)
- Aleš Opatrný, emeritní probošt (sídelním kanovníkem od 1. července 2009, proboštem od 1. července 2009 a znovu zvolen proboštem od 23. ledna 2015 do 12. ledna 2024)

## Seznam některých bývalých kapitulárů (probošti, děkani, kanovníci)
- Florianus, notář krále, probošt od roku 1183, v letech 1193–1197 probošt pražský
- Filip Salcburský, probošt v letech 1237–po 1249
- Diviš (Dionýsius), probošt v letech 1248–1266
- Přísnobor, kanovník od 1253
- Velislav, kanovník 1279, viceděkan a protonotář krále od 1283
- Petr z Aspeltu, probošt 1297–1306
- Jan Volek, probošt v letech 1310–1334
- Ekricus, (Ekrik), kanovník pražský a vyšehradský v letech 1317–1328
- Držislav Čeňkův z Bechyně, děkan od 1317
- Bertold z Lipé, probošt v letech 1334–1343
- Jindřich III. Lüneburský, probošt od roku 1347
- Vilém z Lestkova, děkan
- Jan Nepomucký (kolem roku 1345 – 20. března 1393), kanovníkem od roku 1389
- Jan z Dědibab, kanovník 1419
- Jan Ondřejův, zvaný Šindel, z Pelhřimova, kanovník 1421
- Mikuláš řečený Kuchenmeister, kanovník 1426
- Jan z Vilémova, děkan 1457
- Hanuš z Kolovrat (zemřel 23. července 1483), probošt
- Jan z Vartenberka, (zemřel 1508), proboštem v letech 1483–1490
- Oldřich Kříž z Telče (1435 – 25. března 1504)
- Wolfgang Chanovský z Dlouhé Vsi, (zemřel 1586), děkan vyšehradský v letech 1553–1557
- Jakob Chimarrhäus z Roermundu, kanovníkem kolem roku 1580
- Felix de Linda, (zemřel 1593), probošt vyšehradský a staroboleslavský v letech 1580–1587)
- ThDr. Kašpar Arsenius z Radbuzy (zemřel 13. září 1629), proboštem od roku 1608
- Jiří Barthold Pontanus z Breitenberka (narozen 1550, zemřel 1614), kanovníkem od roku 1581
- Jan Ctibor Kotva z Freifelsu (narozen kolem roku 1587, zemřel 29. září 1637), kanovníkem od roku 1630
- Tomáš Pešina z Čechorodu, (narozen 1629, zemřel 1680), kanovníkem od roku 1663
- Hugo František Königsegg-Rottenfels (narozen 1660, zemřel 1720), kanovníkem od roku 1698
- Jan Florián Hammerschmidt (narozen 1652, zemřel 1735), kanovník
- Kryštof Vojtěch Hubatius z Kotnova (narozen před rokem 1695, zemřel 1746), kanovníkem od roku 1735, děkanem 1744
- Tomáš Štěpánek rytíř z Taurova (narozen kolem roku 1670, zemřel 2. září 1749), kanovníkem od roku 1718, děkanem od 24. září 1748
- JUDr. Jan Tomáš Vojtěch Berghauer (8. října 1684 – 22. března 1760), kanovník, děkanem od roku 1749
- Ferdinand Chřepický z Modlíškovic (narozen kolem roku 1699), kanovník
- Jan Adam Vratislav z Mitrovic (zemřel 2. června 1733), proboštem od 15. prosince 1709
- Josef Wolteryn, kanovníkem kolem roku 1760
- Josef rytíř z Florentinu (narozen kolem roku 1726), kanovníkem od roku 1764
- dr. Josef Petr Václav Dittrich z Lilienthalu (1763–1823), doktor teologie, universitní profesor, kanovníkem
- Karel Rudolf Buol von Schauenstein, probošt kolem roku 1815
- Karel Josef Khun (2. června 1736 – 15. června 1829), kanovníkem od roku 1784,
- Joachim Preyß von Werthempreyß, děkanem kolem roku 1815,
- ThDr. Ferdinand Kindermann (27. listopadu 1740 – 25. května 1801), proboštem od 24. prosince 1781
- František Ondrák, teolog, kanovníkem kolem roku 1815,
- Thomas Weininger, kanovníkem kolem roku 1815,
- Anton Petsch (zemřel 9. února 1823), kustos, kanovníkem kolem roku 1815, děkanem od roku 1820
- Václav Prokop Itz, kanovníkem kolem roku 1815,
- Ignác Stejskal, kanovníkem kolem roku 1815,
- Josef Radimský (zemřel v roce 1825)
- Václav Hájek, kanovníkem od roku 1824
- Josef Rauch (kanovníkem od roku 1824)
- Tadeáš Želízko (zemřel 30. července 1829), kanovníkem od roku 1825, děkanem od roku 1827
- ThDr. PhDr. Josef Alois Jüstel (7. února 1765 – 7. dubna 1858), proboštem od roku 1835
- František Xaver Dřevěný, kanovník
- Tomáš Trubač, kanovník
- František Xaver Kaffka, kanovník
- Josef Devoty, nesídelní kanovník
- Vojtěch Ruffer (14. prosince 1790 – 15. června 1870), kanovníkem od roku 1843, děkanem od roku 1850, proboštem od roku 1858
- Václav Svatopluk Štulc (20. prosince 1814 – 9. srpna 1887), děkanem od roku 1860, proboštem od roku 1871
- Karel Alois Vinařický (24. ledna 1803 – 3. února 1869), kanovníkem od roku 1859
- Josef Ehrenberger (22. července 1815 – 7. února 1882)
- Beneš Metod Kulda (1820–1903), kanovníkem od roku 1870
- Jan Fleischer († 1881)
- Jan Berkovec (1807 – 8. června 1888 Praha[6]), děkanem od 1890
- prof. ThDr. Antonín Lenz (20. února 1829 – 2. října 1901), kanovníkem od roku 1882, proboštem od roku 1887
- ThDr. Mikuláš Karlach (5. prosince 1831 – 5. listopadu 1911), kanovníkem od 17. prosince 1871, proboštem od 19. března 1902
- Josef Pop († 1914)
- Petr Kopal (2. července 1834 – 30. ledna 1917)
- prof. Edvard Jan Nepomuk Brynych (4. května 1846 – 20. listopadu 1902), kanovníkem od roku 1888
- Msgre. Josef Kuchynka (5. dubna 1844 – 9. listopadu 1924), kanovníkem od roku 1891, děkanem od roku 1913
- Msgre. ThDr. Josef Burian (24. února 1854 – 23. května 1922), kanovníkem od roku 1891, děkanem od roku 1904, proboštem od roku 1913)
- Václav Müller († 1931)
- František Seywalter (26. září 1854–1938, kanovník
- František Vaněček
- Msgre. ThDr. František Zapletal (18. července 1861 – 20. srpna 1935, kanovníkem od roku 1904, proboštem od roku 1924)
- Antonín Wünsch (15. července 1864 Rokycany, † 1953), 1887 vysvěcen na kněze; kanovník a později děkan[7]
- Msgre. Václav Müller (10. prosince 1865 – 15. listopadu 1931, kanovníkem od roku 1912)
- Msgre. ThDr. Eduard Šittler (17. června 1864, Jistebnice – 8. června 1932 Praha), sídelní kanovník v letech 1903–1932
- Josef Kočí
- Ludvík Groh († 1941)
- plk. Josef Kepka (27. února 1872 – 18. dubna 1938, kanovník)
- Otakar Vošahlík
- Msgre. ThDr. Otto Lev Stanovský (8. listopadu 1882 – 5. prosince 1945, kanovníkem od února 1933)
- Msgre. ThDr. h. c. Bohumil Stašek (17. února 1886 – 8. srpna 1948, kanovník a později probošt)
- Msgre. ThDr. Antonín Ludvík Stříž (17. listopadu 1888 – 6. srpna 1960, kanovníkem od roku 1939)
- Josef Ježek († 1963)
- ThDr. Bohuslav Černocký (1902 – 1984), kanovník a později děkan, člen sdružení Pacem in terris
- ThDr. h. c. Josef Beneš (22. února 1905 – 23. května 1979, proboštem od roku 1974)
- Jaroslav Kouřil († 1981)
- Josef Pašek († 1986)
- Jan Mára OCr (14. srpna 1912 – 5. ledna 2012, nesídelní kanovník od 5. 7. 1951, probošt od 7. 7. 1989 do 30. 11. 1991, kdy mu byl odebrán kanonikát pražským arcibiskupem)
- František Verner OCr (6. června 1915 – 7. prosince 2004, kanovníkem od roku 1987)
- Mons. ThDr. Oto Mádr (15. února 1917 – 27. února 2011, kanovníkem od roku 1999)
- ThDr. Stanislav Novák (14. června 1917 – 2. října 2006, kanovníkem od roku 1993)
- Svatopluk Láb (9. března 1920–1998, kanovník)
- Zdeněk Adler (23. srpna 1920 – 28. ledna 2011, na kněze vysvěcen 29. června 1946, nesídelní kanovník)
- Mons. Vladimír Vyhlídka (20. listopadu 1925 – 23. dubna 2011, kanovníkem od 28. září 1998)
- prof. ThDr. Gustav Čejka (12. února 1927 – 6. října 2010, kanovníkem od roku 1975, děkanem od roku 1985); člen sdružení Pacem in terris
- Anton M. Otte, nesídelním kanovníkem od 4. prosince 2001, sídelním kanovníkem od 18. května 2005 do 31. prosince 2014, děkanem od 1. července 2010 do 5. září 2011, proboštem od 5. září 2011 do 31. prosince 2014
- Jiří Slabý (sídelním kanovníkem od 8. ledna 1996 do roku 2010); † 12.8.2023[8]
- Antonín Doležal, emeritní probošt (proboštem od 17. června 1992 do 15. června 2011), † 19.11.2023

### Žijící bývalí kanovníci
- Mgr. Daniel Herman (narozen 28. dubna 1963, kanovníkem do 12. února 2007)
- Mons. ThLic. Tomáš Holub, Th.D. (narozen 16. srpna 1967, děkanem 2011–2016)